# Greg Bell (politiker)

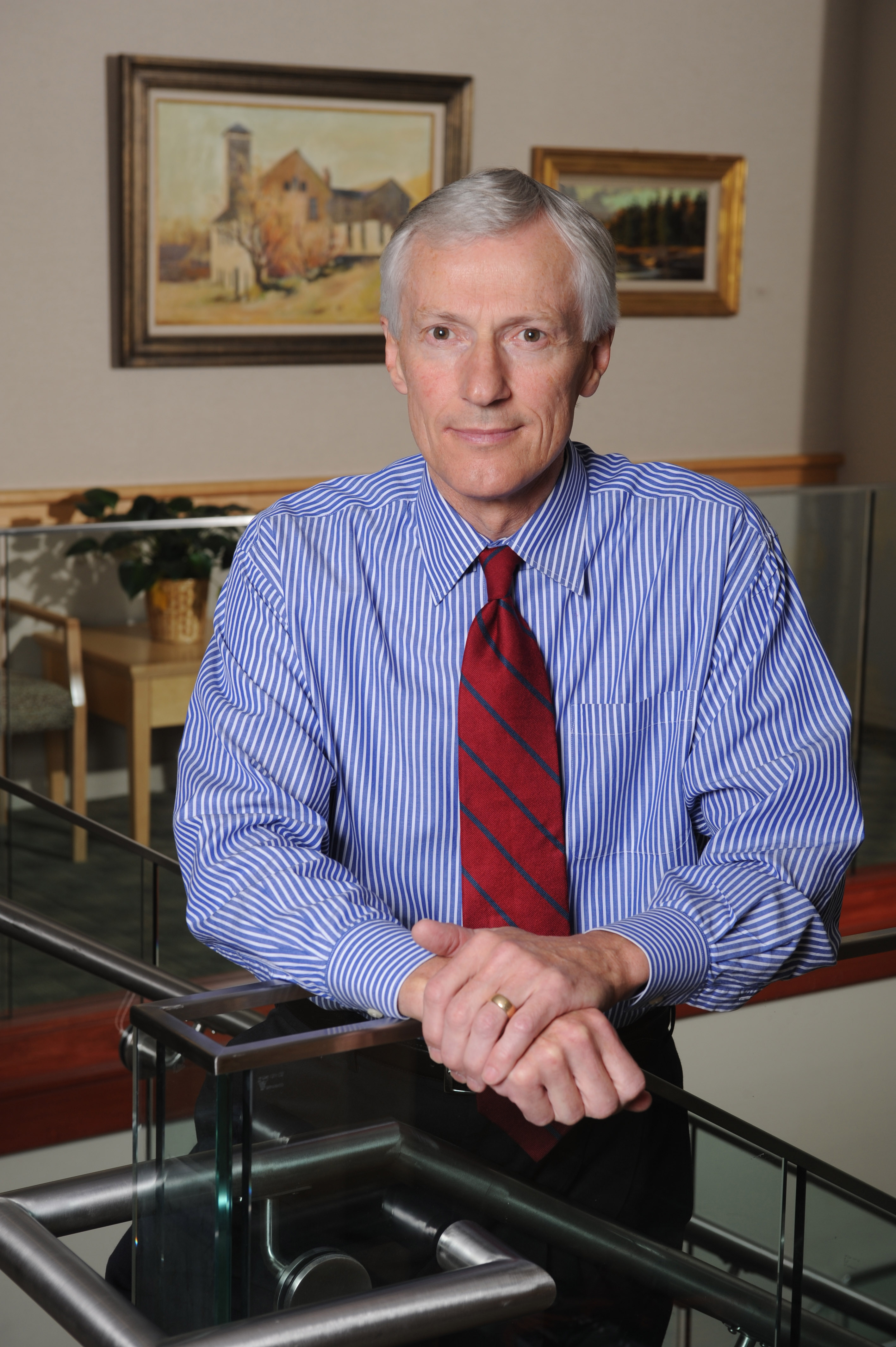
Greg Bell

Gregory S. "Greg" Bell, född 16 oktober 1948 i Ogden, Utah, är en amerikansk republikansk politiker. Han är viceguvernör i delstaten Utah sedan 2009.
Bell utexaminerades 1972 från Weber State University och avlade 1975 juristexamen vid University of Utah. Han arbetade som advokat och som affärsman inom bank- och fastighetsbranscherna. Bell var ledamot av delstatens senat 2003–2009. Gary Herbert tillträdde 2009 som guvernör i Utah och Bell efterträdde honom som viceguvernör.
Bell är mormon. Han och hustrun JoLynn har sex barn.